# 곽암
곽암(藿巖)은 울산광역시 북구 강동동 판지마을 앞 해수면 아래 바다속에 있는 바위이다. 2001년 12월 20일 울산광역시의 기념물 제38호로 지정되었다.

## 개요
곽암(藿巖)은 미역바위라는 뜻이다. 이곳 판지마을 바다 속에 있는 자연암이며, '양반돌', '박윤웅(朴允雄)돌' 등으로 불리기도 한다.
1937년에 간행된 『흥려승람(興麗勝覽)』에 의하면 박윤웅은 나말여초 당시 왕건이 고려를 세우고 지방의 호족세력을 정비할 때 협조하였다. 그로 인해 울산은 흥려부로 승격되고, 박윤웅은 그 공훈을 인정받아 정5품 흥려백에 봉해졌다고 한다. ‘흥려’라는 말은 고려(高麗)를 흥성(興盛)하게 하였다는 뜻이다.
『학성지』,『울산박씨세보』등에 의하면 그때 박윤웅이 동진(東津)의 땅을 하사받고, 유포에 있는 미역바위 12구를 하사 받아 미역채취권을 가지게 되었다고 한다. 동진은 현재 울산 강동․농소를 말한다.
그 후 조선 영조 때 어사 박문수가 주민들의 호소를 듣고 울산박씨 문중 후손이 대대로 소유했던 12구의 바위를 국가에 환수시켰다. 환수 후 3년 내내 미역 흉작이 들자 그 중 1구를 다시 박씨 문중에게 주어 일제 강점기까지 소유권이 이어졌다고 한다.
『흥려승람』 권 1, 인물조에는 어사 박문수가 '위대한 공은 영원히 썩지 않는다.'는 뜻으로 바위 면에 "윤웅(允雄)" 두 글자를 새겼다고 하나 지금은 확인할 수 없다.
조선 후기의 미역 등의 생산과 관계가 있는 곳으로 조선 후기의 경제사 연구에 중요한 자료이며, 인간의 지혜와 노력이 가해진 문화재와 구별되는 자연물로서 가치가 있다.

## 참고 문헌
- 곽암 - 국가유산청 국가유산포털
- 곽암(미역바위) - 울산 북구청